# NWA British Commonwealth Heavyweight Championship (New Zealand version)
L'NWA British Commonwealth Heavyweight Championship (New Zealand version), nato come generico British Empire Heavyweight Championship e promosso anche come NWA British Empire Championship è stato un titolo di wrestling promosso dalle federazioni neozelandesi Dominion Wrestling Union e All Star Pro Wrestling, quest'ultima alla National Wrestling Alliance.
Il titolo fu attivo dal 1919 al 1990, quando smise di essere promosso.

## Storia
Il titolo fa parte di una serie di riconoscimenti con lo stesso nome, attivi anche nello stesso momento all'interno dei territori della National Wrestling Alliance. Il primo a fregiarsi di un generico British Empire Heavyweight Championship fu il neozelandese George Walker nel 1919, nonostante il titolo iniziasse ad essere difeso con regolarità solo a partire dal 1929, venendo promosso dalla Dominion Wrestling Union. La federazione chiuse le attività nel 1953, disattivando il titolo. 
Nel 1968 il titolo fu riattivato e promosso da diverse federazioni affiliate alla National Wrestling Alliance, ottenendone il riconoscimento e il relativo prefisso. Fu promosso principalmente nella All Star Pro Wrestling, che lo rinominò in NWA British Commonwealth Heavyweight Championship. Il titolo rimase attivo fino al 1990, quando smise di essere promosso per mancanza di federazioni affiliate nel territorio. 

## Albo d'oro
| Legenda  |                                                                               |
| -------- | ----------------------------------------------------------------------------- |
| #        | Indica il numero del regno titolato                                           |
| Regno    | Viene indicato il numero del regno del campione                               |
| Data     | La data in cui il titolo è stato vinto                                        |
| Località | Indica il luogo in cui il titolo è stato vinto                                |
| Note     | Indica notizie particolari riguardanti i cambi di titolo o altre informazioni |

### British Empire Heavyweight Championship (1919-1953)
| # | Campione        | Regno | Data              | Giorni | Località                  | Evento     | Note | Fonti |
| - | --------------- | ----- | ----------------- | ------ | ------------------------- | ---------- | --- | ----- |
| 1 | George Walker   | 1     | 1919              | --     | --                        | --         | George si proclamò detentore del British Empire Heavyweight Championship dopo aver sconfitto "un sudafricano di nome Elmer". |       |
| 2 | Earl McCready   | 1     | 1935              | --     | --                        | --         | Durante questo regno McCready diede vita alla versione di Toronto del titolo quando si trasferì in Canada.                   |       |
| 3 | John Katan      | 1     | 8 luglio 1940     | 30     | Wellington, Nuova Zelanda | House show | |       |
| 4 | Lofty Blomfield | 1     | 7 agosto 1940     | 33     | Wellington, Nuova Zelanda | House show | |       |
| 5 | John Katan      | 2     | 9 settembre 1940  | 15     | Auckland, Nuova Zelanda   | House show | |       |
| 6 | Earl McCready   | 2     | 24 settembre 1940 |        | Dunedin, Nuova Zelanda    | House show | |       |
| — | Vacante         | —     | 1953              | —      | —                         | —          | Il titolo fu disattivato con la chiusura della Dominion Wrestling Union.                                                     |       |

### NWA British Empire Heavyweight Championship (1968-1972)
| #  | Campione         | Regno | Data              | Giorni | Località                  | Evento     | Note | Fonti |
| -- | ---------------- | ----- | ----------------- | ------ | ------------------------- | ---------- | --- | ----- |
| 7  | George Gordienko | 1     | febbraio 1968     | --     | --                        | --         | Il titolo fu riattivato come NWA British Empire Heavyweight Championship e assegnato a Gordienko al suo arrivo in Nuova Zelanda. |       |
| 8  | John DaSilva     | 1     | 18 marzo 1968     | --     | Auckland, Nuova Zelanda   | House show | | [ 2 ] |
| 9  | Gordon Nelson    | 1     | 1968              | --     | --                        | House show | |       |
| 10 | John DaSilva     | 2     | 26 settembre 1968 | 1106   | Wellington, Nuova Zelanda | House show | |       |
| 11 | Rocky Galento    | 1     | 7 ottobre 1971    | 4      | Wellington, Nuova Zelanda | House show | |       |
| 12 | John DaSilva     | 3     | 11 ottobre 1971   | 143    | Auckland, Nuova Zelanda   | House show | |       |
| 13 | Robert Bruce     | 1     | 2 marzo 1972      | 563    | Upper Hutt, Nuova Zelanda | House show | Il titolo fu rinominato in NWA British Commonwealth Heavyweight Championship nel marzo 1972.                                     |       |

### NWA British Commonwealth Heavyweight Championship (1972-1990)
| #  | Campione             | Regno | Data              | Giorni | Località                    | Evento     | Note                                                                      | Fonti |
| -- | -------------------- | ----- | ----------------- | ------ | --------------------------- | ---------- | ------------------------------------------------------------------------- | ----- |
| 14 | John DaSilva         | 4     | 16 settembre 1973 | 177    | New Plymouth, Nuova Zelanda | House show |                                                                           |       |
| 15 | Abdullah the Butcher | 1     | 12 marzo 1974     | --     | --                          | House show |                                                                           |       |
| 16 | John DaSilva         | 5     | 1974              | --     | --                          | House show |                                                                           |       |
| 17 | Bulldog Brower       | 1     | ottobre 1974      | --     | --                          | House show |                                                                           |       |
| 18 | John DaSilva         | 6     | 24 novembre 1974  | --     | Auckland, Nuova Zelanda     | House show |                                                                           |       |
| 19 | Robert Bruce         | 2     | 1975              | --     | --                          | House show |                                                                           |       |
| 20 | John DaSilva         | 7     | 1976              | --     | --                          | House show |                                                                           |       |
| 21 | Don Muraco           | 1     | 1977              | --     | --                          | House show |                                                                           |       |
| 22 | King Curtis Iaukea   | 1     | 1977              | --     | --                          | House show |                                                                           |       |
| 23 | Rick Martel          | 1     | 26 maggio 1977    | --     | Auckland, Nuova Zelanda     | House show |                                                                           |       |
| 24 | The Iron Sheik       | 1     | 1977              | --     | --                          | House show |                                                                           |       |
| 25 | Tommy Seigler        | 1     | 1977              | --     | --                          | House show |                                                                           |       |
| —  | Vacante              | —     | gennaio 1978      | —      | —                           | —          | Il titolo fu reso vacante quando Seigler lasciò la Nuova Zelanda.         |       |
| 26 | Les Thornton         | 1     | gennaio 1978      | --     | --                          | House show |                                                                           |       |
| 27 | Chris Markoff        | 1     | 1978              | --     | --                          | House show |                                                                           |       |
| 28 | Ron Miller           | 1     | 1978              | --     | --                          | House show |                                                                           |       |
| 29 | Jack Claybourne      | 1     | aprile 1978       | --     | Australia                   | House show |                                                                           |       |
| 30 | Toru Tanaka          | 1     | 13 giugno 1978    | 9      | Christchurch, Nuova Zelanda | House show |                                                                           |       |
| 31 | Steve Rickard        | 1     | 22 giugno 1978    | 28     | Auckland, Nuova Zelanda     | House show |                                                                           |       |
| 32 | Toru Tanaka          | 2     | 20 luglio 1978    | 28     | Auckland, Nuova Zelanda     | House show |                                                                           |       |
| 33 | Steve Rickard        | 2     | 17 agosto 1978    | 42     | Auckland, Nuova Zelanda     | House show |                                                                           | [ 3 ] |
| 34 | Mad Dog Martin       | 1     | 28 settembre 1978 | --     | Auckland, Nuova Zelanda     | House show |                                                                           |       |
| 35 | Leo Burke            | 1     | 1979              | --     | --                          | House show |                                                                           |       |
| —  | Vacante              | —     | 1979              | —      | —                           | —          | Il titolo fu reso vacante in seguito ad un infortunio di Burke.           |       |
| 36 | Rick Martel          | 2     | 19 marzo 1979     | 70     | Auckland, Nuova Zelanda     | House show | In uno spareggio per riassegnare il titolo vacante contro Mad Dog Martin. | [ 4 ] |
| 37 | Ripper Collins       | 1     | 28 maggio 1979    | 84     | Auckland, Nuova Zelanda     | House show |                                                                           |       |
| 38 | Peter Maivia         | 1     | 20 agosto 1979    | 14     | Auckland, Nuova Zelanda     | House show |                                                                           |       |
| 39 | Mr. Fuji             | 1     | 3 settembre 1979  | --     | Auckland, Nuova Zelanda     | House show |                                                                           | [ 5 ] |
| 40 | Rick Martel          | 3     | 1979              |        | Auckland, Nuova Zelanda     | House show |                                                                           |       |
| —  | Vacante              | —     | 1979              | —      | —                           | —          | Il titolo fu reso vacante quando Martel lasciò la Nuova Zelanda.          |       |
| 41 | Ron Miller           | 1     | maggio 1980       | --     | Australia                   | House show | Vincendo un torneo per riassegnare il titolo vacante.                     |       |
| 42 | Steve Rickard        | 3     | 19 ottobre 1980   | 186    | Auckland, Nuova Zelanda     | House show |                                                                           |       |
| 43 | Jos LeDuc            | 1     | 23 aprile 1981    | 7      | Auckland, Nuova Zelanda     | House show |                                                                           |       |
| 44 | Mark Lewin           | 1     | 30 aprile 1981    | 68     | Auckland, Nuova Zelanda     | House show |                                                                           |       |
| 45 | Jos LeDuc            | 2     | 7 luglio 1981     | 37     | Christchurch, Nuova Zelanda | House show |                                                                           |       |
| 46 | Steve Rickard        | 4     | 13 agosto 1981    | 35     | Christchurch, Nuova Zelanda | House show |                                                                           |       |
| 47 | Butcher Brannigan    | 1     | 17 settembre 1981 | 7      | Auckland, Nuova Zelanda     | House show |                                                                           |       |
| 48 | Steve Rickard        | 5     | 24 settembre 1981 | 252    | Auckland, Nuova Zelanda     | House show |                                                                           |       |
| 49 | Karl Von Krupp       | 1     | 3 giugno 1982     | 28     | Auckland, Nuova Zelanda     | House show |                                                                           |       |
| 50 | Steve Rickard        | 6     | 1 luglio 1982     | 70     | Auckland, Nuova Zelanda     | House show |                                                                           |       |
| 51 | Ox Baker             | 1     | 9 settembre 1982  | --     | Auckland, Nuova Zelanda     | House show |                                                                           |       |
| 52 | Al Perez             | 1     | settembre 1982    | --     | --                          | House show |                                                                           |       |
| 53 | Tor Kamata           | 1     | 7 ottobre 1982    | --     | Auckland, Nuova Zelanda     | House show |                                                                           |       |
| 54 | Al Perez             | 2     | ottobre 1982      | --     | Auckland, Nuova Zelanda     | House show |                                                                           |       |
| 55 | Pat O'Connor         | 1     | 4 novembre 1982   | --     | Auckland, Nuova Zelanda     | House show |                                                                           |       |
| —  | Vacante              | —     | 1982              | —      | —                           | —          | Il titolo fu reso vacante per motivi non noti.                            |       |
| 56 | Butcher Brannigan    | 2     | 1983              | --     | --                          | House show |                                                                           |       |
| 57 | Ricky Rickard        | 1     | 1983              | --     | --                          | House show |                                                                           |       |
| 58 | Larry O'Day          | 1     | 1983              | --     | --                          | House show |                                                                           |       |
| 59 | Steve Rickard        | 7     | 1983              | --     | --                          | House show |                                                                           |       |
| 60 | Zar Mongol           | 1     | 1983              | --     | --                          | House show |                                                                           |       |
| 61 | Steve Rickard        | 8     | 1983              | --     | --                          | House show |                                                                           |       |
| —  | Vacante              | —     | 1989              | —      | —                           | —          | Il titolo fu reso vacante in seguito al ritiro di Rickard.                |       |
| 62 | Siva Afi             | 1     | 13 luglio 1990    | —      | Auckland, Nuova Zelanda     | House show |                                                                           |       |
| —  | Disattivato          | —     | 1990              | —      | —                           | —          | Il titolo smise di essere promosso ed è considerato disattivato.          |       |